# Aspazija
Elza Pliekšāne (născută Johanna Emīlija Lizete Rozenberga), cunoscută subpseudonimul Aspazija (n. 16 martie 1865, lângă Jelgava - d. 5 noiembrie 1943, Riga) a fost o scriitoare letonă, soția scriitorului Rainis (Jānis Pliekšāns).

## Opera
- 1894: Vizionara ("Vaidelote");
- 1894: Drepturi pierdute ("Zaudētās tiesības");
- 1897: Flori roșii ("Sarkanās puķes");
- 1905: Vălul de argint ("Sidraba šķidrauts") - piesă de teatru considerată capodopera scriitoarei;
- 1923: Aspazija ("Aspazija");
- 1933: Călătorie spirituală ("Dvēseles ceļojums");
- 1933: Banii diavolului ("Velna nauda").